# Trista Sutter
Trista Nicole Sutter (Rehn de soltera) (Indianápolis, Indiana, 28 de octubre de 1972) es una personalidad de televisión estadounidense quien fue subcampeona de la primera temporada del programa de televisión de ABC, The Bachelor, antes de convertirse en la estrella de la primera temporada de su programa derivado, The Bachelorette.
Trista también apareció en Dancing with the Stars de ABC y en Fear Factor de NBC.

## The Bachelor
Trista apareció como concursante en la primera temporada de The Bachelor de ABC. Terminó finalista después de que el soltero Alex Michel eligió a Amanda Marsh como ganadora por delante de Trista en el final del programa.

## The Bachelorette
Después de su aparición en The Bachelor, Trista fue seleccionada para aparecer en el programa derivado, The Bachelorette. Ella eligió a Ryan Sutter como el ganador, y la pareja se casó el 6 de diciembre de 2003. A ABC le pagaron 1 millón de dólares por otorgar a la cadena el derecho a televisar su ceremonia de boda, que fue transmitida como el final de un episodio especial de tres episodios llamado Trista & Ryan's Wedding. La miniserie, filmada en el resort de lujo «The Lodge» en Rancho Mirage, California, atrajo a más de 26 millones de espectadores, por lo que es uno de los episodios más vistos en la historia de la telerrealidad. A partir de 2016, Trista reside en Vail, Colorado, con Ryan y sus dos hijos, Max y Blakesley. Ella ha llegado a ser conocida como la «madrina» de la despedida de The Bachelorette.

## Apariciones en televisión
Debajo de su nombre de nacimiento, Rehn era una animadora de Miami Heat  a principios de la década de 2000.
Trista apareció junto al actor Jason Alexander en un comercial de KFC. También ha aparecido en el vídeo musical del cantante de música country Brad Paisley, «Celebrity» en 2003 co Alexander, Little Jimmy Dickens y William Shatner.
En 2005 hizo una aparición especial en un episodio de Fear Factor de NBC, animando a Ryan Sutter, que era un concursante.
Trista fue concursante en la primera temporada del programa de televisión Dancing with the Stars. Ella fue emparejada con el bailarín profesional Louis Van Amstel. Ellos fueron la primera pareja en ser eliminada el 8 de junio de 2005.
El 10 de junio de 2011, Trista y Ryan Sutter aparecieron en una campaña de PSA de Hands Only CPR de la American Heart Association y el Ad Council.
En 2014, Trista y Ryan aparecieron en el programa Marriage Boot Camp: Reality Stars.
En 2015, Trista y Ryan fueron concursantes en Bachelor Fan Favorites Week en Who Wants to Be a Millionaire.
En 2015, Trista y Ryan aparecieron en un piloto para Rocky Mountain Reno, un programa de renovación de viviendas; el piloto salió al aire en HGTV.

## Vida personal
Los Sutter y sus dos hijos ahora viven en Condado de Eagle, Colorado.